# 木下空耶
木下 空耶（きのした そら、7月13日 - ）は、日本のタレント、ダンサーである。

## 人物
奈良県奈良市出身。身長158cm。血液型AB型。2歳からクラシックバレエをスタジオティンクバレエにて始め、12歳でカナダに単身留学。帰国後国内のコンクールにおいて数々の優秀な成績を収める。現在はテレビ、CM、舞台、コンサートなど多方面にて活躍中。
世界トップのバレエコンクールYAGP2021日本選抜にてアンサンブル部門でTOP6に入賞

## 受賞歴
- International United Cloud Dance Competition (世界コンクール) ダンス映像審査部門 / 総合3位・振付部門 / 金賞
- International United Cloud Dance Competition (世界コンクール) 国際優秀指導者省受賞
- Youth America Grand Prix (世界トップコンクール) YAGP2021日本アンサンブル部門TOP6 /(6位以内。何位かは発表されない)
- Youth America Grand Prix (世界トップコンクール) YAGP2021日本代表イタリア本戦ファイナリスト
- 第7回NAMUEクラシックバレエコンクール 一般の部 第2位[1]
- 第14回NAMUEクラシックバレエコンクール 一般の部 第2位[2]
- 第19回NAMUEクラシックバレエコンクール 一般の部 第3位[3]
- 第1回NAMUEクラシックバレエコンクール グランドファイナル 一般の部 第1位[4]
- 第2回クリエ全国バレエコンクール シニアの部 入賞第1位[5]
- 第5回 ザ バレコン東京 Young Lady部門 第5位[6]
- 第26回NAMUEクラシックバレエコンクール 一般の部 第3位[7]
- 第4回 FLAP全国バレエコンクール シニアの部 第3位
- 第3回 クリエ全国バレエコンクール シニアの部 第2位/サーラスポーツ賞[8]
- 第5回ザ・バレコン大阪 Young Lady部門 スポーツ報知賞[9]
- 第1回全国クラシックバレエコンクール in HIRAKATA / チャコット賞[10]
- 第2回全国クラシックバレエコンクール in HIRAKATA / チャコット賞[10]
- 他多数のコンクールで入賞

## 略歴
- Quinte Ballet School of CANADA 日本人として初留学
- 2歳よりクラシックバレエを始める。『白鳥の湖』『眠れる森の美女』『くるみ割り人形』等数々の作品の主演を務める。

### 舞台・コンサート
- 上田遙演出公演 Dancing Freedom~音楽とバレエのファンタジスタ・宮川彬良VS上田 遙ベスト盤~ (2012) / 出演[11]

- ミュージカル「ズボン船長~Fifi & the Seven Seas~」(2016) / 出演[12]

- 復興支援チャリティーコンサート「ものまねキャラバン」(2016) / ダンサー出演[13]
- 田村ゆかりFCイベント国際フォーラム (2017) / ダンサー出演
- Animelo Summer Live さいたまスーパーアリーナ (2017) / ダンサー出演[14]
- 20th Anniversary Yukari Tamura Crescendo ♡Carol LOVE LIVE 横浜アリーナ (2017) / 桃色メイツ
- 田村ゆかりファンクラブイベント 両国国技館 (2017) /ダンサー出演
- 田村ゆかりバースデーライブ武蔵野森総合スポーツプラザ (2018) /桃色メイツ
- 田村ゆかりファンクラブイベントツアー 横浜・神戸 (2018) / ダンサー出演
- ゆかりっくFES'18 in JAPAN 幕張メッセ (2018) /ダンサー出演
- 全国バレエコンクールNAMUEグランドファイナル(全国で入賞者だけが出場権を得られる最高峰のコンクール)10周年記念サプライズゲスト(スペシャルサポーター / SKE48須田亜香里)

### CM
- リクルートポイント (2014)
- ハイネケン (2014)
- 武器はテレビ。SMAP×FNS27時間テレビ (2014)
- GODIVA (2015)
- コカ・コーラ (2015)
- キリン 「氷結」 (2015)[要出典]
- 大塚製薬 「ポカリスエット」 (2015)[要出典]
- Lush (2015)
- 株式会社 明治 「明治果汁グミ」 (2015)
- 大塚製薬 「ポカリスエット」 (2016)[要出典]

### TV
- エンタの神様 大爆笑の最強ネタ大大大連発SP（2014年12月27日、日本テレビ） / キンタロー。ダンサー出演
- エンタの神様 大爆笑の最強ネタ大大連発SP（2015年03月21日、日本テレビ） / キンタロー。ダンサー出演
- エンタの神様 大爆笑の最強ネタ大大連発SP（2015年07月19日、日本テレビ） / キンタロー。ダンサー出演
- エンタの神様 大爆笑の最強ネタ大大連発SP（2015年09月19日、日本テレビ） / キンタロー。ダンサー出演
- エンタの神様&有吉の壁｢年末は爆笑パーティーで盛り上がろう!SP｣（2015年12月29日、日本テレビ） / 平野ノラ ダンサー出演
- めざましテレビpresents T-SPOOK (2017年10月21日、フジテレビ) / 田村ゆかり ダンサー出演
- 24時間テレビ 「愛は地球を救う」(2019年08月24日〜2019年08月25日、日本テレビ) / 司会・嵐　「ホワット・ア・フィーリング〜フラッシュダンス〜」麻倉未稀　ダンサー出演
- 痛快TV スカッとジャパン (2019年〜2020年、フジテレビ)
- 24時間テレビ 「愛は地球を救う」 (2022年08月27日〜2022年08月28日、日本テレビ）/司会・ジャニの　ステージング担当

### ドラマ
- 恋仲　(2015年夏クール、月9フジテレビ系) お台場大陸〜ドリームメガナツマツリ〜　恋仲ブース
- ベビーシッター・ギン！ 第10話（最終話）(2019年09月01日、NHK)
- トップナイフ　第5話〜第7話(2020年2月8日〜2月22日、日本テレビ) 麻酔科医役
- 爆笑問題の天国が地獄　本当にあった転落人生 格差婚編(2019年12月27日、フジテレビ)
- 監察医　朝顔　第10話(最終回) (2019年9月18日、フジテレビ)
- 千鳥のハッピーチャンネル (2019年〜、Amazon Prime Video)
- グレーゾーン・エージェンシー　(2020年3月23日〜、YouTube Premium)
- スイートリベンジ　ダンス監修 (2021年、CXドラマ/FOD)

### 映画
- Dance Dance Dance (2014)[15]

### 携帯アプリ
- グリコ TRF×AAA×Da-iCE、「セブンティーンアイス」とスペシャルコラボ (2016)

### アニメ
- モンソニ！(ダルタニャン役/ガブリエル役)

### モデル
- ピジョン リクープ 負担軽減サポーター 腰すっきりサポート (2014)

### カラオケ
- DAM　田村ゆかり×OxT(オーイシマサヨシ x Tom-H@ck )「バラライカ」 (2017〜)

### 振付
乃木坂46 / 振付・ダンス指導
映り込み
・（NHK Eテレ「Rの法則」 アイドルの舞台裏～曲の出会い・乃木坂46～(2015年4月1日) 
・乃木坂46 真夏の全国ツアー2017 FINAL! IN TOKYO DOME「Making of Live in 東京ドーム」
・6th YEAR BIRTHDAY LIVE (エンドクレジット)参照)
・3期生オーディション〜お披露目会 / 指導担当
・のぎ天2 乃木坂46 アンダーライブ全国ツアー2017～関東シリーズ東京公演～裏側密着
・乃木坂46 真夏の全国ツアー2017 FINAL! IN TOKYO DOME /メイキング映像　生駒代役
- AKB48・NMB48・HKT48　ダンス指導/ステージング
- 吉本坂46 ダンス指導
- 日テレ系「UWASAのネタ」（2016年04月24日）トレンディエンジェル『PERFECT HUMAN』
- 夢みるアドレセンス / ダンス指導[19]
- ジェジュン / 『Defiance』 (2018)
- 日テレ系お笑いの歌の祭典『NETA FES JAPAN』 / ダンス指導
- CXドラマ「スイートリベンジ」/ ダンス監修
- 日テレ系「THE MUSIC DAY」/ NiziU 『Take a Picture』/ ダンス指導担当

他多数

### 資格
- BESJ公認 MasterStretch®（マスターストレッチ） 指導者資格取得 (2011)[20]
- バレエ技能検定1級取得 (2011)[21]

### LINE
- 木下空耶スタンプ
- 木下空耶着せ替え

## エピソード
- 夢見るアドレセンスの水無瀬ゆきがTwitchで配信しているゆざめ2019年6月21日配信分で「ダンスの先生めっちゃいい先生なの水無瀬だーいすきあの先生」と発言している。
- 乃木坂46 アンダーライブ全国ツアー2017 ～近畿・四国シリーズ～で樋口日奈、能條愛未、和田まあやの3人で音遊びをするコーナー(和田まあやブログ2017/12/21[22])があり、リハーサルでダンスの先生がひなちまの代わりに入ってそのコーナーをしていた時のアドリブの面白エピソードをMCで発言。
- 田村ゆかり BIRTHDAY ♡ LIVE 2018 *Tricolore ♡ Plaisir*  (2018)の3日目本編ライブMCにて、ゆかりんの誕生日に桃色メイツが妖怪ウォッチのコマさんのバルーンを作りプレゼントしそこにメッセージが書かれていたのをゆかりんがピックアップするのに選ばれ「ゆかりさんの横は渡さない！」と書いてあったのが読まれた。現にほとんどゆかりさんの隣で1番視線を合わせながら楽しそうに踊っている。[23]
- 田村ゆかり BIRTHDAY ♡ LIVE 2018 *Tricolore ♡ Plaisir*  (2018)メイキング映像にてゆかりんが「私見ちゃったんだけどさ、空耶ちゃんが楽しようとしてこうやってたんだよね」と 『fancy baby doll』ジャンプするパートをジャンプせずに煽っていた所を目撃され指摘され、振付師のさかなさんに「私が空耶ちゃんに禁断命令を出していてあと3回飛んだらもう今日踊れないっていうあと3ぴょんで退場って言う」と語られそのあとすぐのリハーサルでゆかりんも空耶ちゃんの真似をして一緒に煽り、すぐやる。とテロップに書かれていた。[23]
- 20th Anniversary 田村ゆかり LOVE ▽ LIVE2017 *Crescendo ▽ Carol* メイキング映像にてゆかりんの振付を教えている風景が映っており、桃色メイツとしてメインダンサーをしながらゆかりんのダンス指導もしている